# Beni Mansour
Pour les articles homonymes, voir Ath Mansour.
Beni Mansour est un village kabyle situé à l'extrême sud de la wilaya de Béjaïa en Algérie. Il compte à peu près 3 000 habitants qui se concentrent largement autour de la gare ferroviaire.
- À ne pas confondre avec la commune d'Ath Mansour située à moins d'un kilomètre en face, faisant partie de la wilaya de Bouira.

## Économie
Construite à l'intersection des lignes ferroviaires d'Alger à Skikda et d'Alger à Béjaïa, ce village rattaché à la commune de Boudjellil se meurt. En effet, à part la gare, l'accès à partir de la RN5 via la route départementale est le seul élément qui anime encore la ville. À la limite de la Wilaya de Bouira, elle fait face à Ath Vouali.
Les villageois attendent avec impatience l'ouverture de l'échangeur permettant l’accès depuis la pénétrante de Béjaïa à la RN5 au niveau du lieu-dit Passala, sis entre Beni Mansour et Taourirt Ath Mansour pour pouvoir stimuler le développement de la région avec la zone industrielle.